# اولی لیندسی هاگ
اولی لیندسی هاگ (انگلیسی: Ollie Lindsay-Hague؛ زادهٔ ۸ اکتبر ۱۹۹۰) ورزشکار راگبی ۷ نفره اهل بریتانیا است.
وی در مسابقات کشوری و بین‌المللی در مجموع برندهٔ ۱ مدال نقره شده‌است.